# Kévin Azaïs
Kévin Azaïs (* 16. srpna 1992 Deauville) je francouzský herec.

## Životopis
Jeho bratrem je herec Vincent Rottiers. Když mu Thomas Cailley nabídl roli ve svém snímku Láska na první boj, měl za sebou již několik filmových rolí, ale pracoval hlavně jako instalatér. Původně se ucházel o vedlejší roli Xaviera, ale nakonec mu byla udělena hlavní mužská role, Arnaud Labrède.

## Filmografie
| Rok  | Film                       | Role           |
| ---- | -------------------------- | -------------- |
| 2008 | La Journée de la jupe      | Sébastien      |
| 2012 | Drsná hra                  | Greg           |
| 2013 | Hraji mrtvého              | Ludo           |
| 2013 | La Marche                  | Rémi           |
| 2013 | Vandal                     | Johan          |
| 2014 | Láska na první boj         | Arnaud Labrède |
| 2014 | L'Année prochaine          | Sébastien      |
| 2015 | Ni le ciel ni la terre     | William Denis  |
| 2015 | Léto                       | Antoine        |
| 2016 | Jeunesse                   | Zico           |
| 2016 | Vzpomínky                  | Jean           |
| 2017 | Chuť inkoustu              | Vincent        |
| 2017 | Dokud nás svatba nerozdělí | Patrice        |
| 2018 | Place publique             | Manu           |
| 2018 | Illettré (TV film)         | Léo            |

## Ocenění
- Cena César pro nejslibnějšího herce (2015) za film Láska na první boj
- Cena Filmového festivalu v Cabourg (2015) v kategorii nejlepší nový herec za film Láska na první boj